# 姚家洲站
姚家洲站是一个沪昆铁路上的铁路车站，位于萍乡市湘东区泉田乡，建于1937年，东距萍乡市区10公里，西距江西省与湖南省边界20公里，目前为二等站，邮政编码为337016。目前不办理客运业务；货运：办理整车货物发到。

## 概况
建设于民国26年，1996年，浙赣铁路复线改造，撤销原峡山口站，保留其货场等设施，迁入姚家洲站，2001年，经南昌铁路局批准，车站由三等站升格为二等站。
姚家洲站年到发货物达六百余万吨，日均装卸车300余辆，年运输收入近亿元。主要承担萍乡钢铁厂、萍乡发电厂、萍乡铝厂，萍乡石油库、萍乡矿务局巨源煤矿、上官岭煤矿、中国人民解放军735部队仓库及萍乡市西部地区货运业务。车站所处的萍乡市湘东区是萍乡主要工业区，煤炭、建材、化工、陶瓷在全省及全国占有重要地位。相邻的湖南省东部一些市县、历史上就在姚家洲站发运货物，姚家洲站已成为浙赣线西端的最大货物到发站。
姚家洲站配有调车机车2台，当地企业配有机车5台，车站管理专用线7条，设有姚家洲及峡山口两个货场，安装轨道地磅一台，配有龙门吊机2台，委外装卸公司3个，车站紧靠320国道，交通便利，运输设施齐全，货运作业均由计算机联网管理，与萍钢等大型企业也有计算机联网。

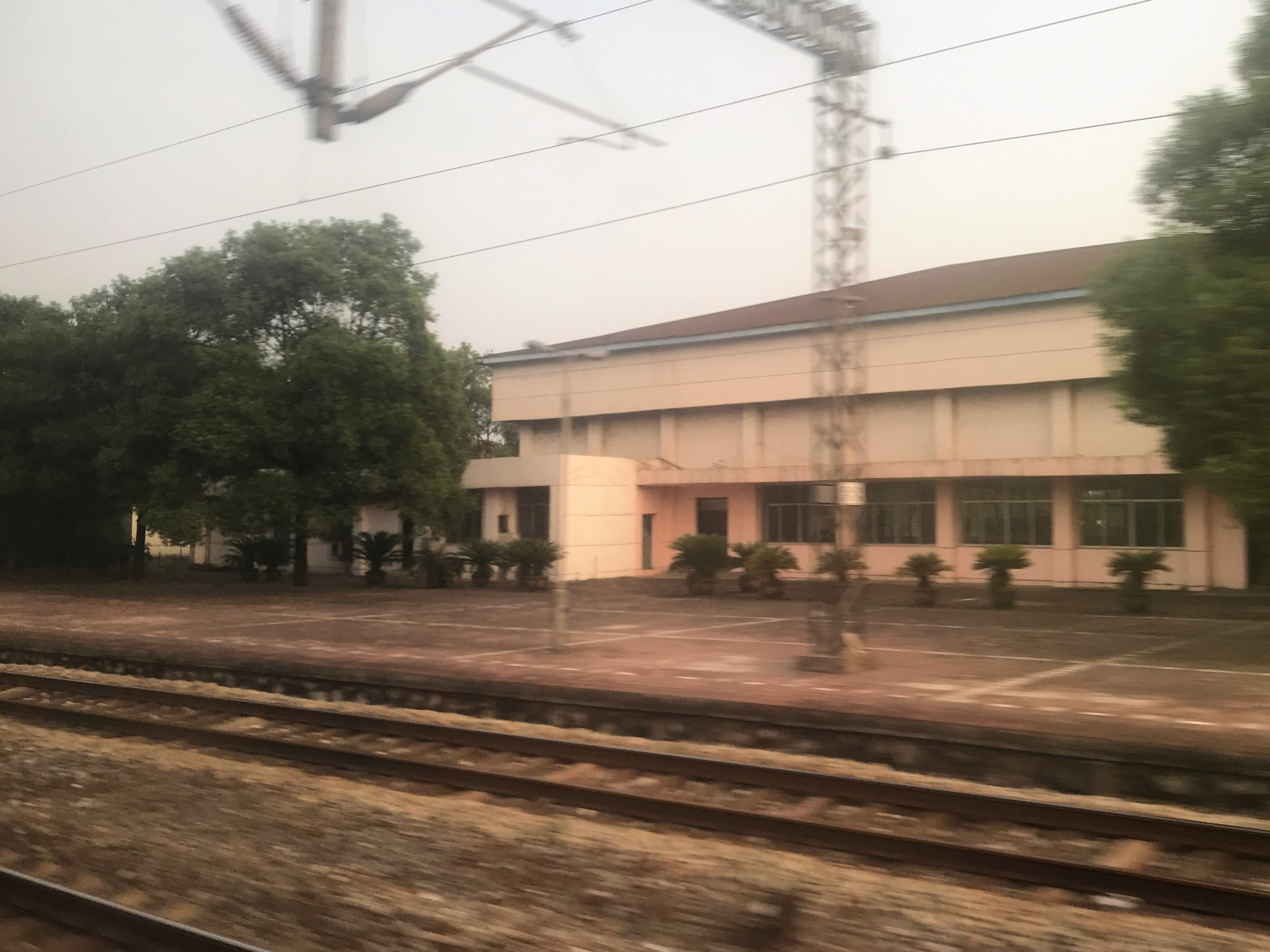
站房
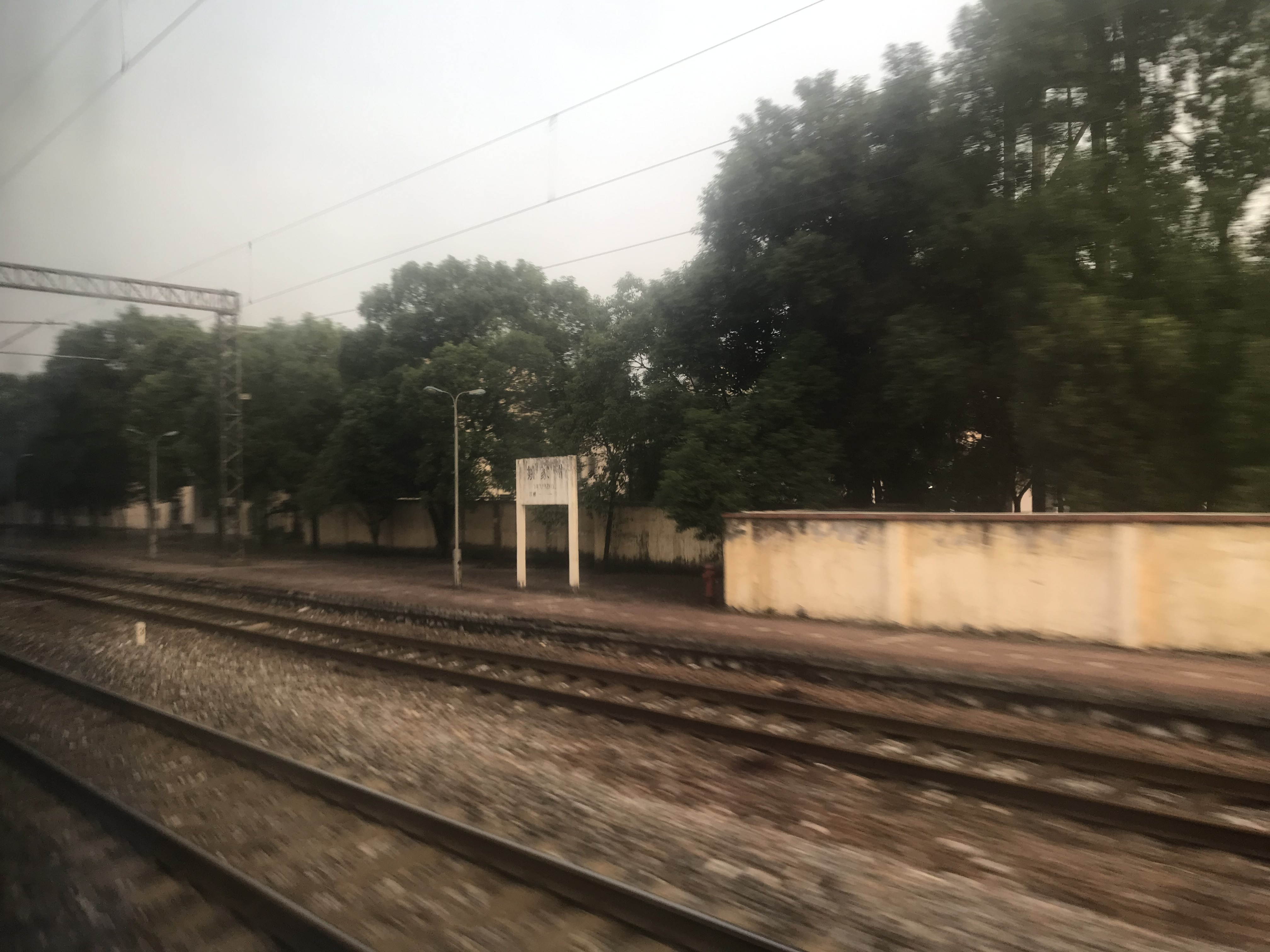
站牌
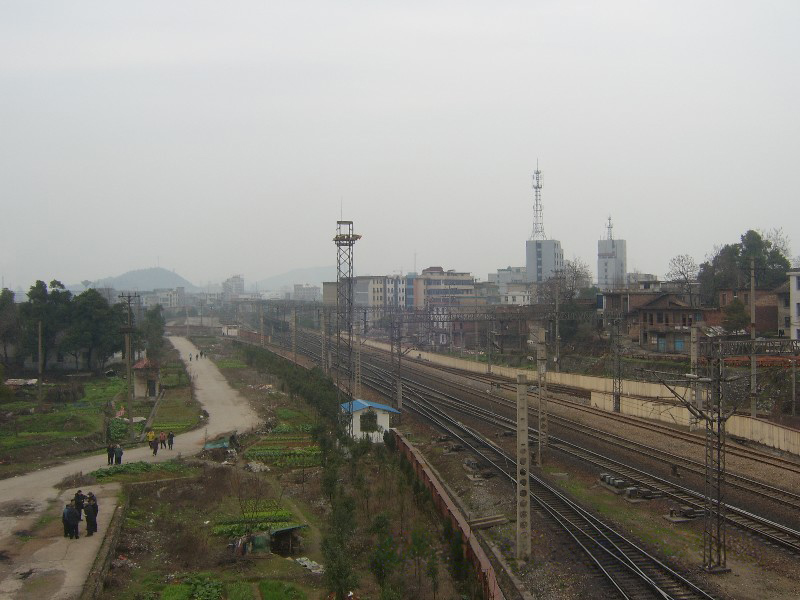
昆明方向
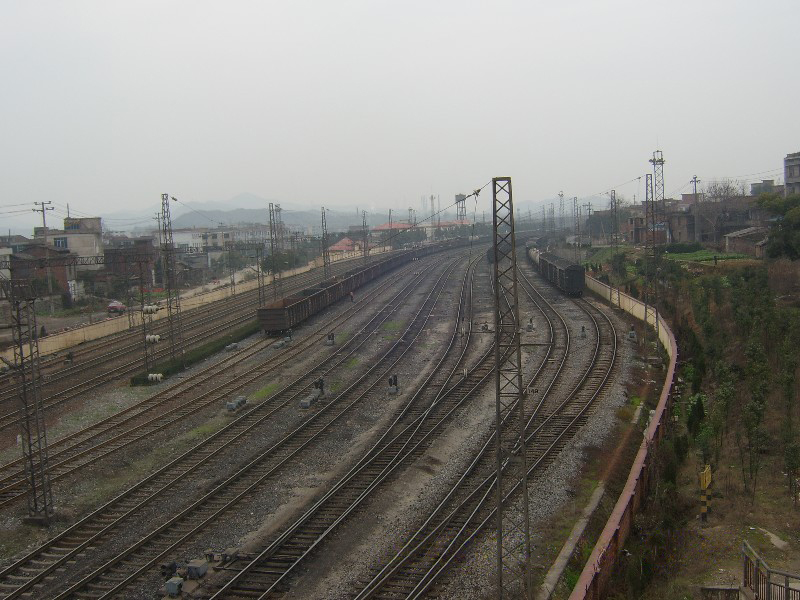
上海方向

## 车次
目前，没有客车停靠姚家州。以前有鹰潭到长沙、长沙到南昌、老关到南昌的火车停靠姚家洲，现在只有货车停靠。